# 大贝尔湖
是美国加利福尼亚州圣贝纳迪诺县下属的一座城市。建市于1980年11月28日，面积大约为6.35平方英里（16.4平方公里）。根据2010年美国人口普查，该市有人口5,019人。